# Geoffrey le Rat
Geoffrey le Rat (zm. 1207) – 13 wielki mistrz zakonu joannitów w latach 1206–1207.